# Icariina
L'icariina è un composto chimico appartenente ai flavonoidi e dalla marcata attività fitoestrogena. Chimicamente è un derivato 8-prenil del kampferolo 3,7-O-diglucoside. È presente in piante perenni del genere Epimedium delle Berberidaceae e conosciute come Horny Goat Weed o Yin Yang Huo.

## Usi
L'estratto di icariina in combinazione con genisteina e daidzeina, spesso in un rapporto di 20:5:1, rappresentano nella medicina tradizionale cinese uno degli estratti più efficaci come droga dall'effetto afrodisiaco. Moderni studi hanno dimostrato che l'icariina è un inibitore della fosfodiesterasi di tipo 5 (PDE5), la cui attività è la causa dell'impotenza maschile.
L'effetto svolto nell'aumento di produzione di ossido nitrico, può contribuire all'azione protettiva contro l'aterosclerosi. Inoltre, l'icariina ed estratti di Epimedium in genere mostrano un'azione contro l'osteoporosi.